# Beebea guglielmi
Beebea guglielmi är en fjärilsart som beskrevs av William Schaus 1923. Beebea guglielmi ingår i släktet Beebea och familjen Crambidae. Inga underarter finns listade i Catalogue of Life.